# Nationale Fahrradroute 6 (Norwegen)
Die Nationale Fahrradroute 6 (Norwegen) ist eine von neun Radfernwegen in Norwegen. Die Route ist beschildert (rotes, quadratisches Schild mit weißem Fahrrad, darunter in einem grünen Feld die weiße Nummer 6) und wird auch als Sognefjellsvegen bezeichnet.

## Routenverlauf
- Sunde
- Kvanndal (bis Dragsvik parallel zur  Route 3)
- Voss
- Dragsvik
- Lom
- Vågåmo (Anschluss Route 5)
- Dovre
- Folldal (Anschluss Route 7)
- Røros (Anschluss Route 9)